# Nyugati ajtóscsiga
A nyugati ajtóscsiga vagy csinos ajtóscsiga (Pomatias elegans) elsősorban Dél-Európában elterjedt, szájfedős, szárazföldi csigafaj.  

## Megjelenése

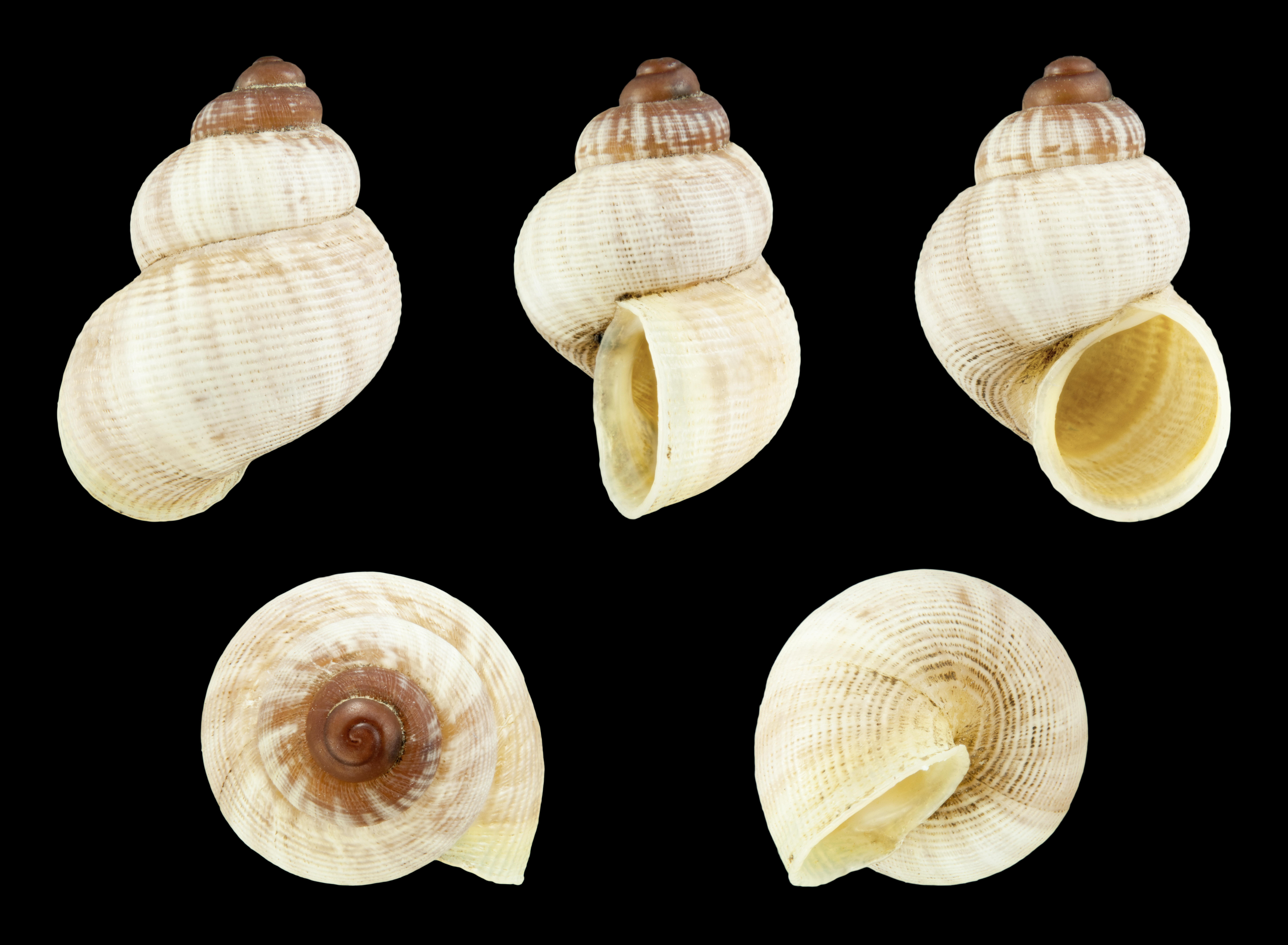

A csigaház 12–17 mm magas, 8–12 mm széles, 4-5 domború kanyarulatból áll. A ház kúp alakú, lekerekített csúcsú, színe szürkéssárgától fakó húsvörösig változhat. Egyszínű, vagy három halvány, ibolyásbarna, szétszakadozott csíkkal díszített. A ház felszíne kereszt- és hosszirányú vékony, sűrű bordázattal rácsozott. Eredetileg kopoltyús csiga, mely a szárazföldhöz alkalmazkodott és kopoltyúja visszafejlődött. Szájfedővel is rendelkezik, ami a kerek, felül kihegyesedő szájadékba illeszkedik. A csiga szürkésbarna, tapogatói hosszúak, szemei a tapogatók tövében ülnek. Feje elöl ormányszererűen meghosszabbodik. 

## Elterjedése
A faj főleg Dél-Európában gyakori, de elterjedési területe északon Dániáig és a Brit-szigetekig, keleten Törökország északnyugati részéig húzódik. Szórványosan Észak-Afrikában is megtalálható. Angliai populációja jelentősen lecsökkent. Magyarországon ritka faj, csak néhány helyről ismert a Dél-Dunántúlon (Főleg a Tihanyi-félszigeten), illetve friss héjait megtalálták az Alföldön (Kiskőrösnél, illetve Ócsán és Bugacon) 

## Életmódja

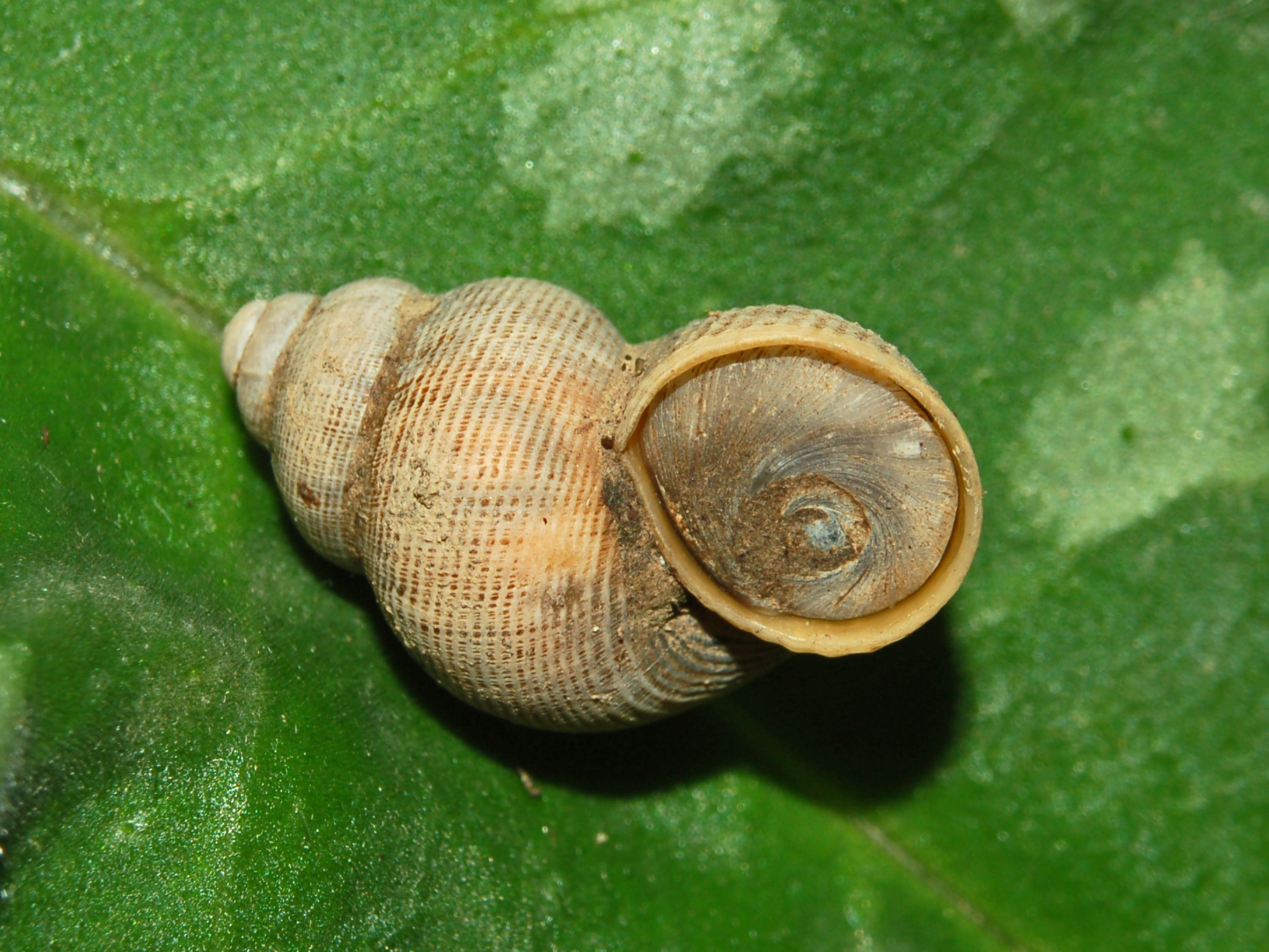
Házába visszahúzódott csiga

A nyugati ajtóscsiga nyílt erdőkben, bozótosokban, tenger melletti füves területeken él, ahol a talaj kalciumban gazdag és kellőképpen laza hogy be tudja ásni magát (akár 10 cm mélyre). Északi elterjedésének határa a januári 2 °C-os izoterm vonallal esik egybe. Spanyolországban 1300 m-ig, Svájcban 1000 m-ig, Bulgáriában 900 m magasságig találták meg. Nyálkája kissé savas és reagál a meszes talajjal vagy mészkővel. Ősszel  8 °C-ig aktív, utána a talajba ásva magát áttelel. A telelő csigák a több napon át tartó -6 °C-ot is túlélik. Nyáron akár több hónapos aszályt is átvészel hibernált állapotban. Lehullott levelekkel és korhadó faanyaggal táplálkozik, képes megemészteni a cellulózt is.
Párzási időszaka tavasztól őszig tart, ősszel 50-60 2 mm-es petét raknak le egyesével a talajba. A peték vagy 20 nap múlva kikelnek, vagy hűvösebb éghajlaton csak három hónappal később, tavasszal bújnak elő a kiscsigák. 18 hónap alatt lesznek ivarérettek, élettartamuk 4-5 év.
Magyarországon védett, természetvédelmi értéke 10 000 Ft.